# کارل رمیجیوس فرسنیوس
کارل رمیجیوس فرسنیوس (آلمانی: Carl Remigius Fresenius؛ زاده ۲۸ دسامبر ۱۸۱۸ درگذشته ۳ مهٔ ۱۸۹۷) یک شیمی‌دان اهل آلمان بود.